# NGC 5190
NGC 5190 (również PGC 47482 lub UGC 8500) – galaktyka spiralna z poprzeczką (SBb), znajdująca się w gwiazdozbiorze Warkocza Bereniki. Została odkryta 23 marca 1827 roku przez Johna Herschela.